# Sčast'e večnoj noči
Sčast'e večnoj noči (Счастье вечной ночи) è un film del 1915 diretto da Evgenij Bauėr.